# Unipotentna matrika
Unipotentna matrika je matrika, za katero velja:
{\displaystyle (A-I)^{n}=0\!\,,}
kjer je:
- {\displaystyle I\,} enotska matrika
- {\displaystyle 0\,} ničelna matrika
- {\displaystyle n\,} celo število

Kvadratna matrika je unipotentna, kadar je njen karakteristični polinom {\displaystyle P(t)\,} potenca {\displaystyle t-1\,}. To je isto kot, če se reče, da je matrika unipotentna takrat, ko ima lastne vrednosti enake 1.